# 斗栱

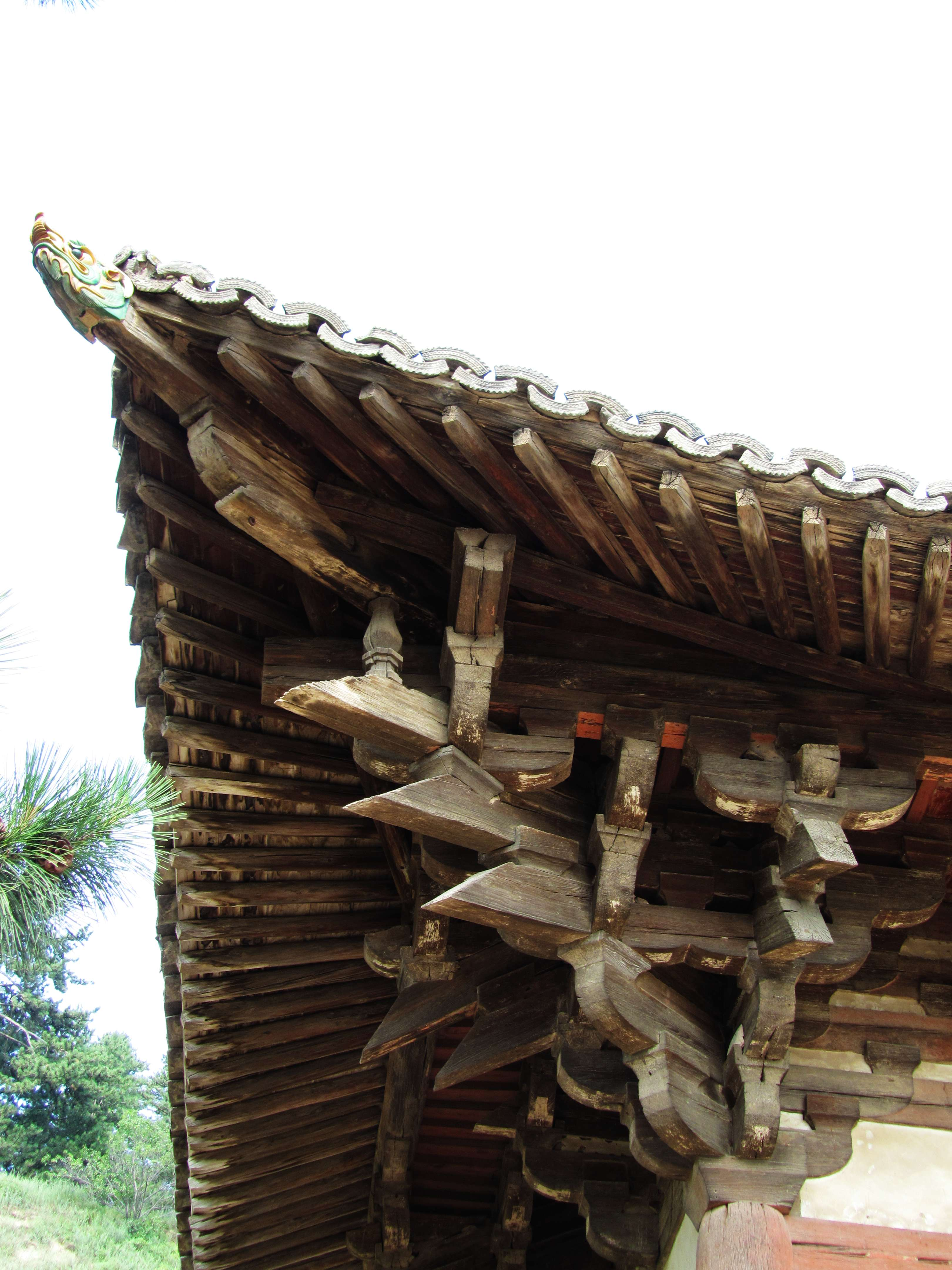
山西五台佛光寺东大殿（唐代）外檐转角铺作：七铺作双杪双下昂。转角处有由昂。

栱，又称斗栱、枓栱、斗科、欂櫨、铺作、蓮花托、牌科，朝鮮半島又稱栱包（공포），日本稱為組物，是東亞木构架建筑结构的关键性部件，建筑屋檐的荷载经斗栱传递到立柱。斗栱又有一定的装饰作用，是東亞古典建筑显著特征之一。

## 历史

### 斗栱起源

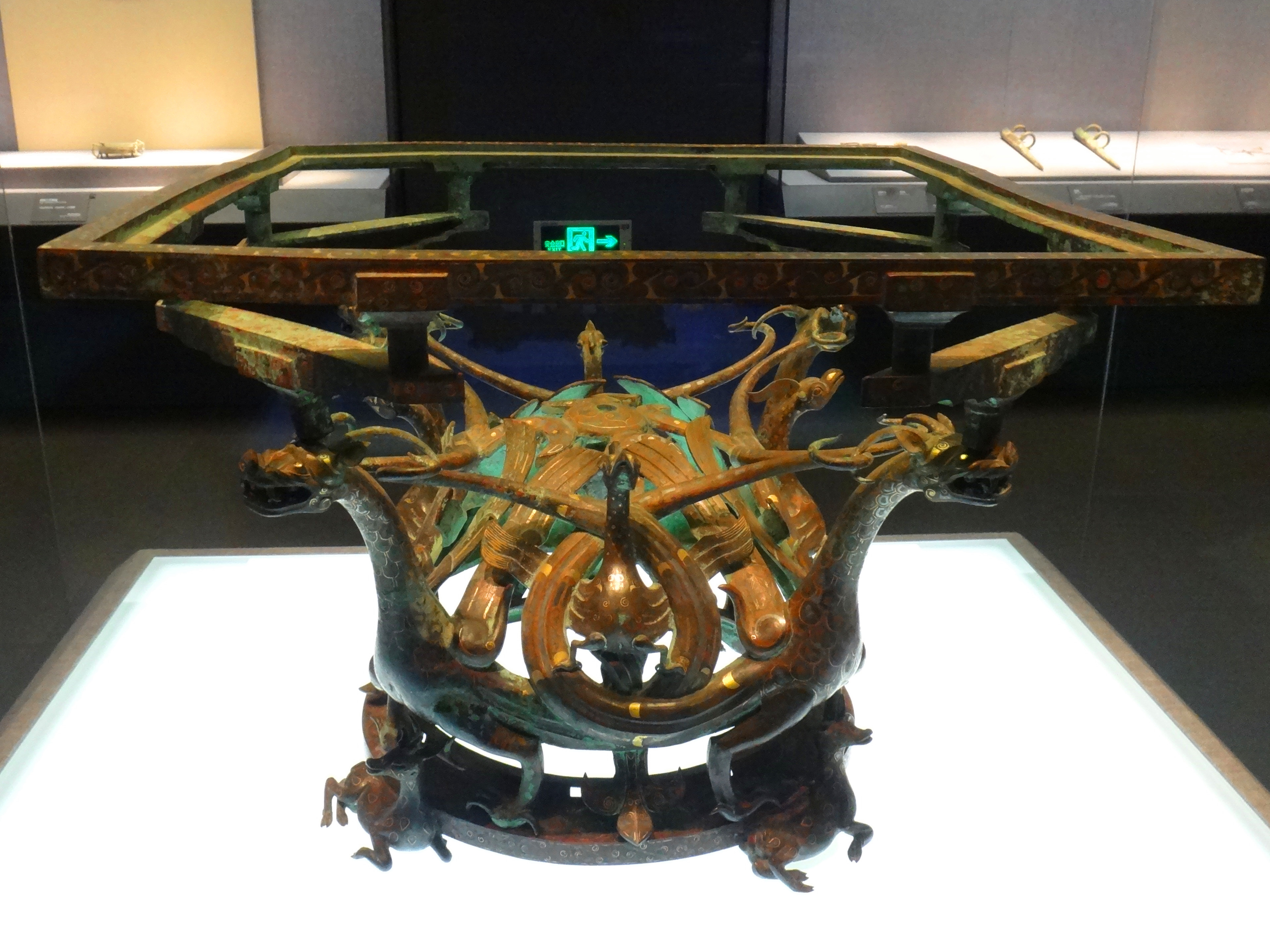
早期实物之一，战国铜错金银四龙四凤方案

目前，关于斗栱的前身和产生过程，主要有三种说法：

1、由井干结构（一种不用立柱和大梁的房屋结构）变化而成

2、由挑梁变化而成；

3、由擎檐柱演化为托挑梁的斜撑，再演化成斗栱。

最早的斗栱形象見於战国崖墓、石室、石阙、冥器、壁畫等。这种斗栱外形简单，主要是陶制的，由十字部件交叉叠成，外观比较粗糙，主要起承重作用，而非装饰作用。现存实物有四川省绵阳市梓潼县汉代石阙一斗三升斗栱，和四川雅安市后汉高颐墓阙一斗二升斗栱。这种形式的斗栱后传入日本，可见于奈良飞鸟时代法隆寺。

## 發展

### 中國
汉代时，斗栱仍然基本没有装饰作用，设计简单、粗糙。这一时期，斗栱称为“欂櫨”。但是，斗栱由战国时期的一层演变为多层。这样，不同建筑的斗栱结构间就会由一定差异，建筑师可以依据建筑的体量、屋檐的长度等，自己设计斗栱的层数等。不过，此时期的斗栱样式依然较为单一。

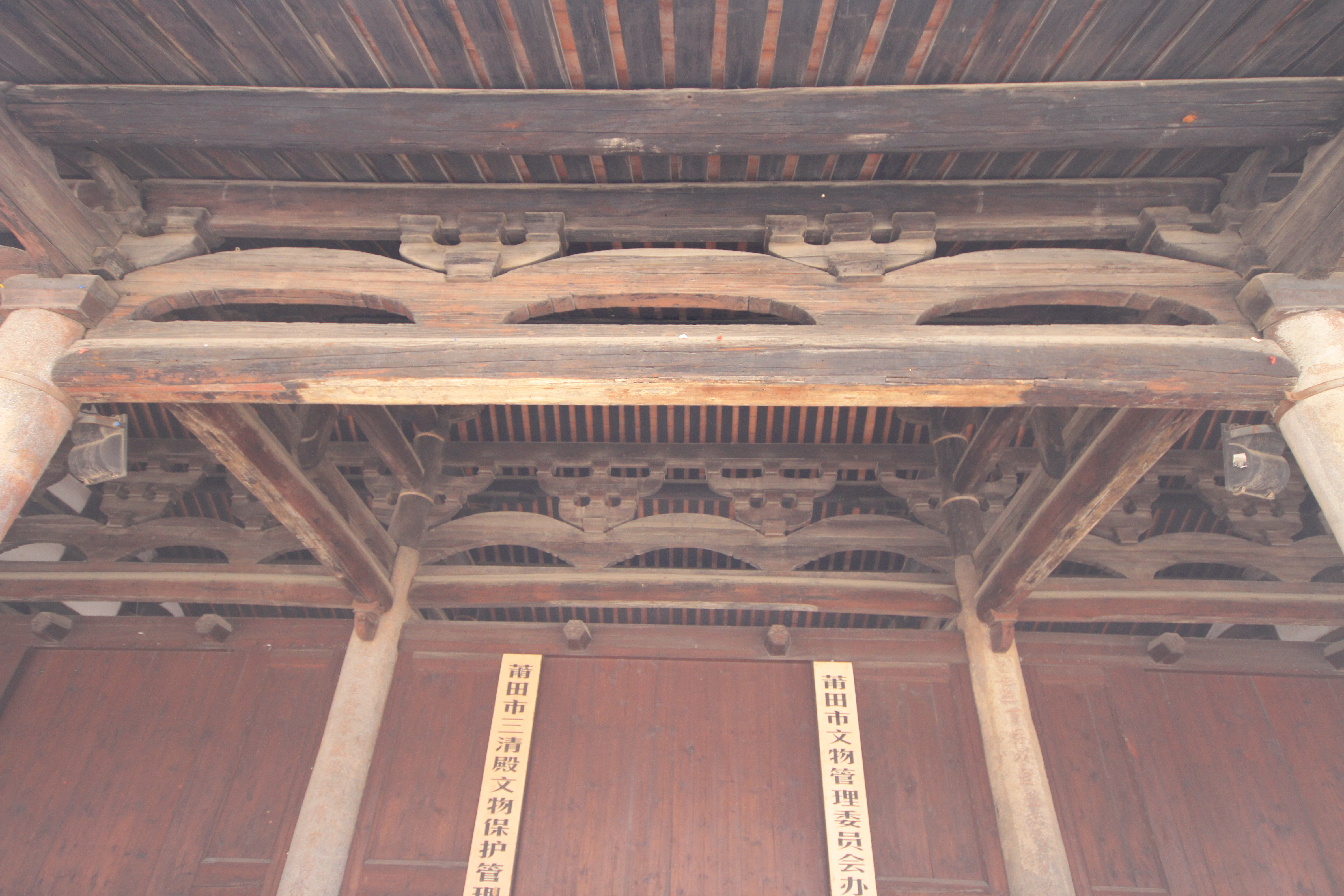
北朝石雕中常見的不出跳扁平斗拱并非藝術簡化或偷懶，而是寫實。這種樣式至今仍可以在南方看到。

北魏时兴建的云岗石窟外廊中的斗栱，大体继承汉代形式，多为一斗三升，但多了人字形补间铺作，和一斗三升交错排列。栱呈上弯曲线，而人字补间铺作的两边作直线形，如云岗第9窟。北齐天龙山石窟中的斗栱，大体相似，但人字铺作的两边呈上弯曲线状，如同小屋顶轮廓。
南朝斗拱比北朝複雜，其樣式可見于日本法隆寺及现当代重建的复原四天王寺。
隋末唐初，隨著南北的統一，斗栱迎来了空前的大发展。通常把这一时期的斗栱称为“铺作”。在这一时期，斗栱的种类、样式较以前显著丰富，美观性、艺术性有所提升。同时，斗栱在唐代被皇家据为己有。从唐代一直到清代，所有有斗栱的建筑或者冥器，都一定来自皇家。此时期的斗栱，木制的已经远远多于陶制的。从此，斗栱与梁穿插，慢栱常常隐刻在枋上（常称「隐刻栱”），出现铺作层，不再独立。
唐代斗栱的形状，在西安大慈恩寺大雁塔入口处有一块精细的黑大理石雕的佛殿，显示角柱上的二跳角科斗栱，补间斗栱则是人字形上托短柱。唐代实物在中国有山西五台山佛光寺大殿和鉴真法师建造的日本奈良唐招提寺。此时期斗栱按照形状与设计可以分为以下六类：一斗（如大雁塔）、把头绞项作（如兴致寺）、双杪单栱（如大雁塔门楣）、人字形及心柱补间铺作（如静藏塔）、双杪双下昂（如佛光寺大殿外）、四杪偷心（如佛光寺大殿内柱）。按照斗栱出现的位置，该时期斗栱可分为柱头斗栱、柱间斗栱、转角斗栱；亦可分为外檐、内檐斗栱。
其后斗栱再次朝独立于铺作层的方向发展，第二跳华栱独立于梁的变体首先在辽代得到广泛应用。而同时期的江南（如闽、粤）则显现出斗栱纤细化的倾向。辽代斗栱实物有辽宁省义县奉国寺大雄宝殿带尖下昂四跳斗栱，山西应县佛宫寺释迦塔，山西大同上华严寺佛殿斗栱，下华严寺薄伽教藏大殿斗栱。五代十国时代吴越国斗栱实物，有浙江杭州保俶塔一斗三升斗栱，杭州灵隐寺石塔一斗三升斗栱，江苏省丹徒县甘露寺铁塔二跳一斗三升斗栱。
宋代李诫《营造法式》将这种结构称为铺作，并将之标准化，成为大木作的一部分。清代雍正十二年（1734年）颁布的《清工部工程做法则例》称之为斗栱，并对斗栱的形式、用材和比例定下严格的规范。从唐到清，斗栱的排布由疏到密，与立柱高度的比例，由大变小，斗栱的结构作用越来越小，装饰性越来越强。斗栱是礼制的重要体现，等级森严，同时也是建筑尺度的标准。斗栱结构也傳至朝鮮半島、日本、越南等地。
明清时期，斗栱随着木结构建筑的整体进化而进一步进化。清代斗栱极其注重彩绘，且结构更加复杂多变，体量宏伟，因此其美观性又登上了一个新的台阶。此时几乎所有斗栱均为木制，陶制的已经基本被淘汰。在此时期，斗栱不再与梁穿插，都低于梁。明清时，斗栱称作“科”，分类方式与唐代的大体相同，但斗栱的层级数及昂的数量不再限于唐代的那六种。但是，此时期的斗栱基本不用于承重，其主要作用，也由之前的承重作用，变为装饰作用。之所以如此，是因为其承重作用被额枋、橦柱等代替。最为典型的例子，非故宫、避暑山庄莫属。

## 現當代建築中的斗栱
随着西方第二次工业革命的兴起、科学技术的蓬勃发展，人类建筑学水平也在不断飞跃。如今，许多著名、宏伟的中式建筑上都有斗栱的身影。当代斗栱中有明显的现代化元素，不再像古代斗栱那样样式单一。在当今世界，大型建筑，特别是地标性建筑越来越不拘一格，斗栱作为中式建筑的画龙点睛之笔，当然不例外。例如香山饭店、上海世博中国馆、北京西站、英东游泳馆、臺灣國家兩廳院等，都有当代斗栱的典型代表。
当代斗拱在经典斗拱的基础上也有所创新。例如上海世博会中国馆的斗栱，於中國傳統上则属罕见（清代最多5层）。其对角线达百米。它的结构不仅简单，而且不拘一格，不同于任何古代建筑。它采用钢筋混凝土结构，十分坚固。它只有横竖两个方向的钢筋，而且每一根钢筋都是笔直的，取消了古代斗栱中弓形和十字形的部分，这样不但简化了制作工艺，而且外观简约。它的每一根钢筋除了长度外都相同，横竖条任何一处的截面都成正方形，如果在整个建筑上方仰视，也可以看到一个个的正方形叠在一起，从而看起来对称而严整。且斗栱内部也能成为展厅和房间。
另外，当今的一些器物也有斗栱，斗栱并不单单用于建筑，例如大型中式办公桌，也会在桌腿与桌面之间有斗栱。

## 位置
斗栱按位置分为三类；。

### 柱头科
在柱头之上的斗栱，宋《营造法式》称为柱头铺作。

### 平身科
在柱间额枋上的斗栱，《营造法式》称为补间铺作。

### 角科
在屋角柱头之上的斗栱，《营造法式》称为转角铺作。

## 變體

### 如意栱
如意斗栱源於遼、五代時出現的斜栱，後逐漸演變爲網狀結構，南宋時的如意斗栱建築至今在四川江油竇圌山轉輪經藏及湖南衡陽南嶽大廟第五進院東西角門中有所存留。

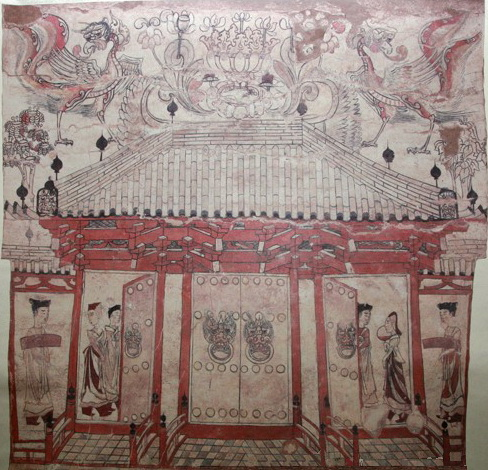
九原岗北朝壁画墓中的斜向華栱（翹）
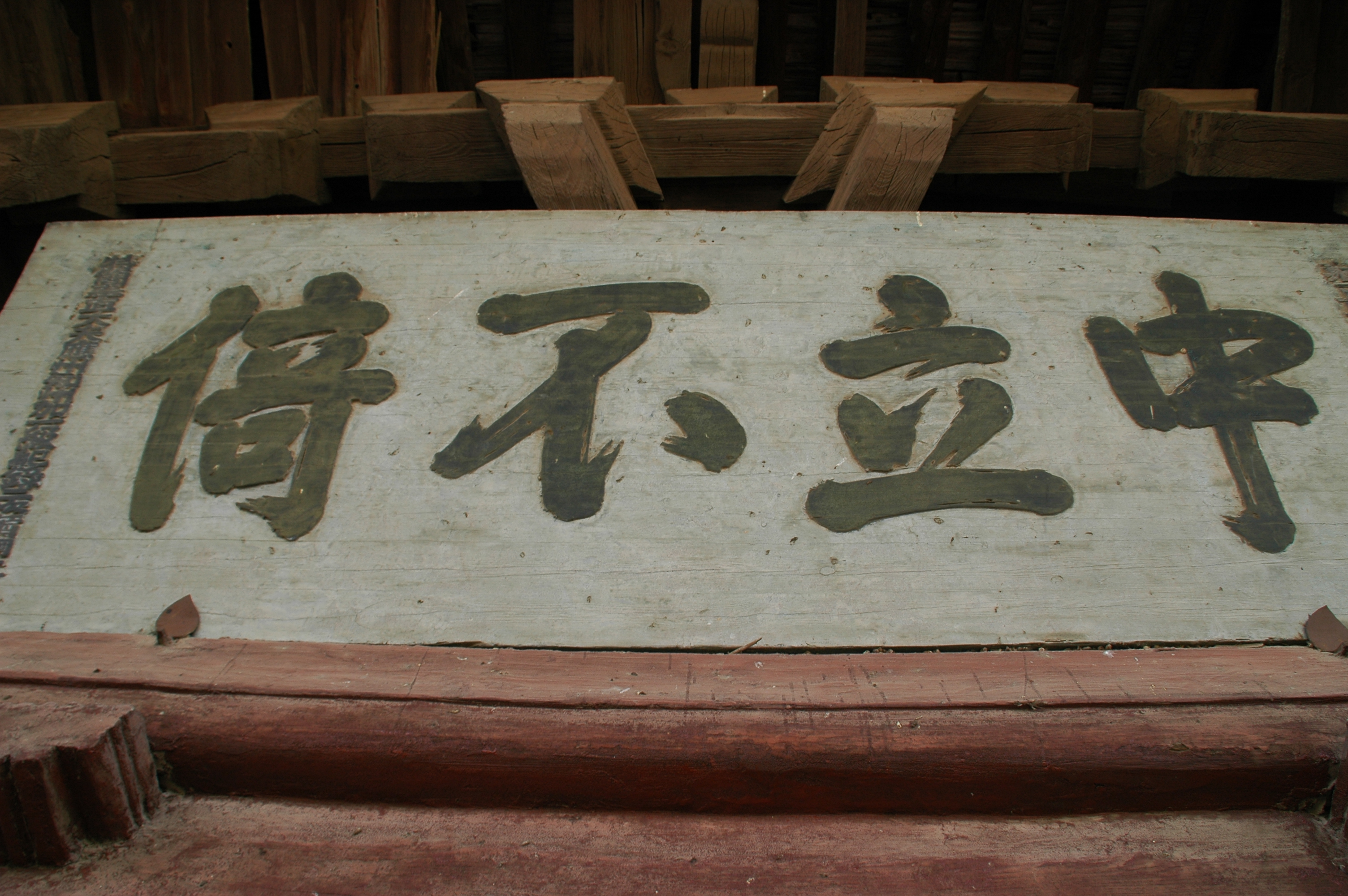
應縣木塔第二層屋頂補閒鋪作的斜栱
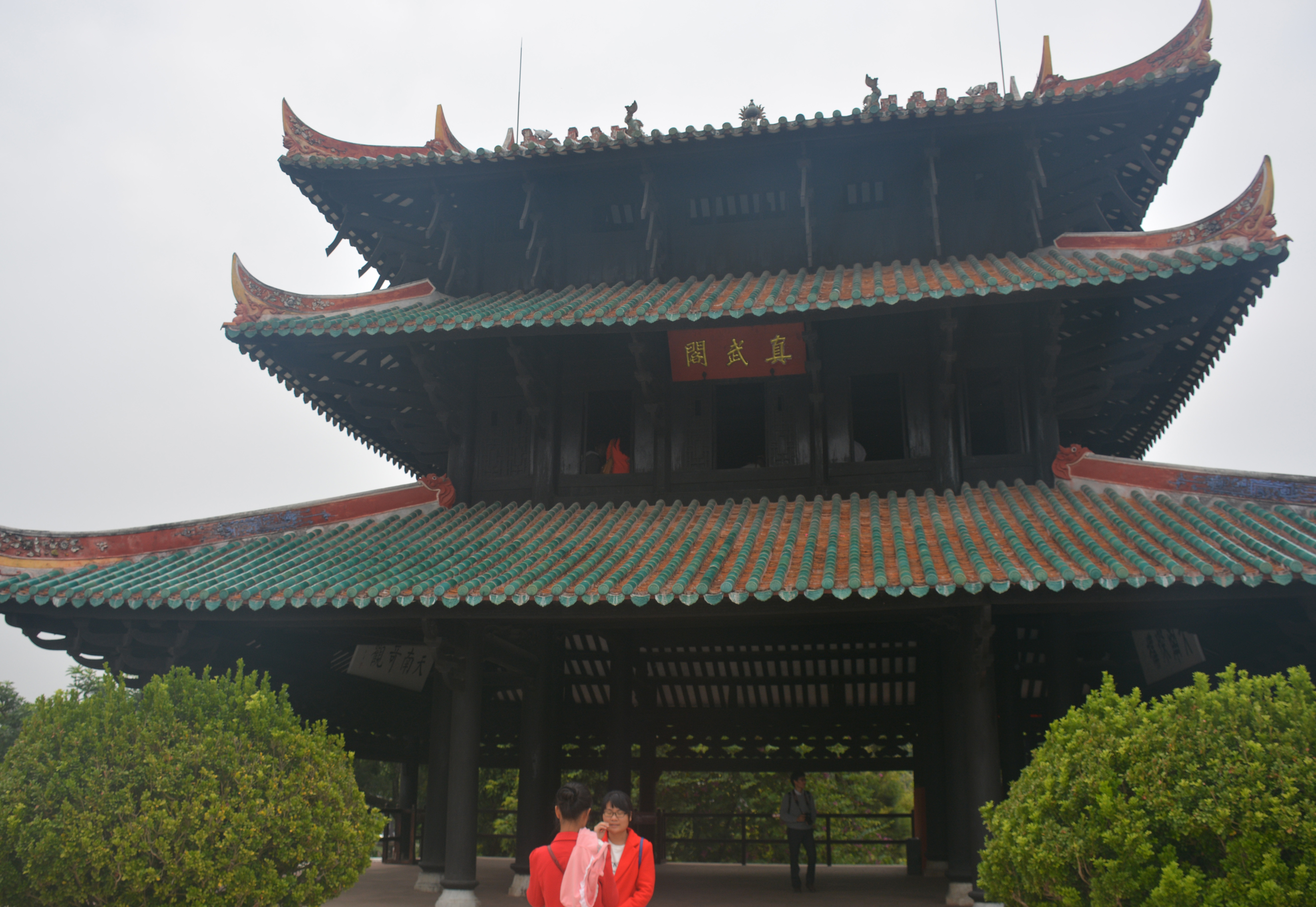
容县經略台眞武閣的第一層斗栱顯現出如意栱的早期形成形態（圖中底層左右兩側）
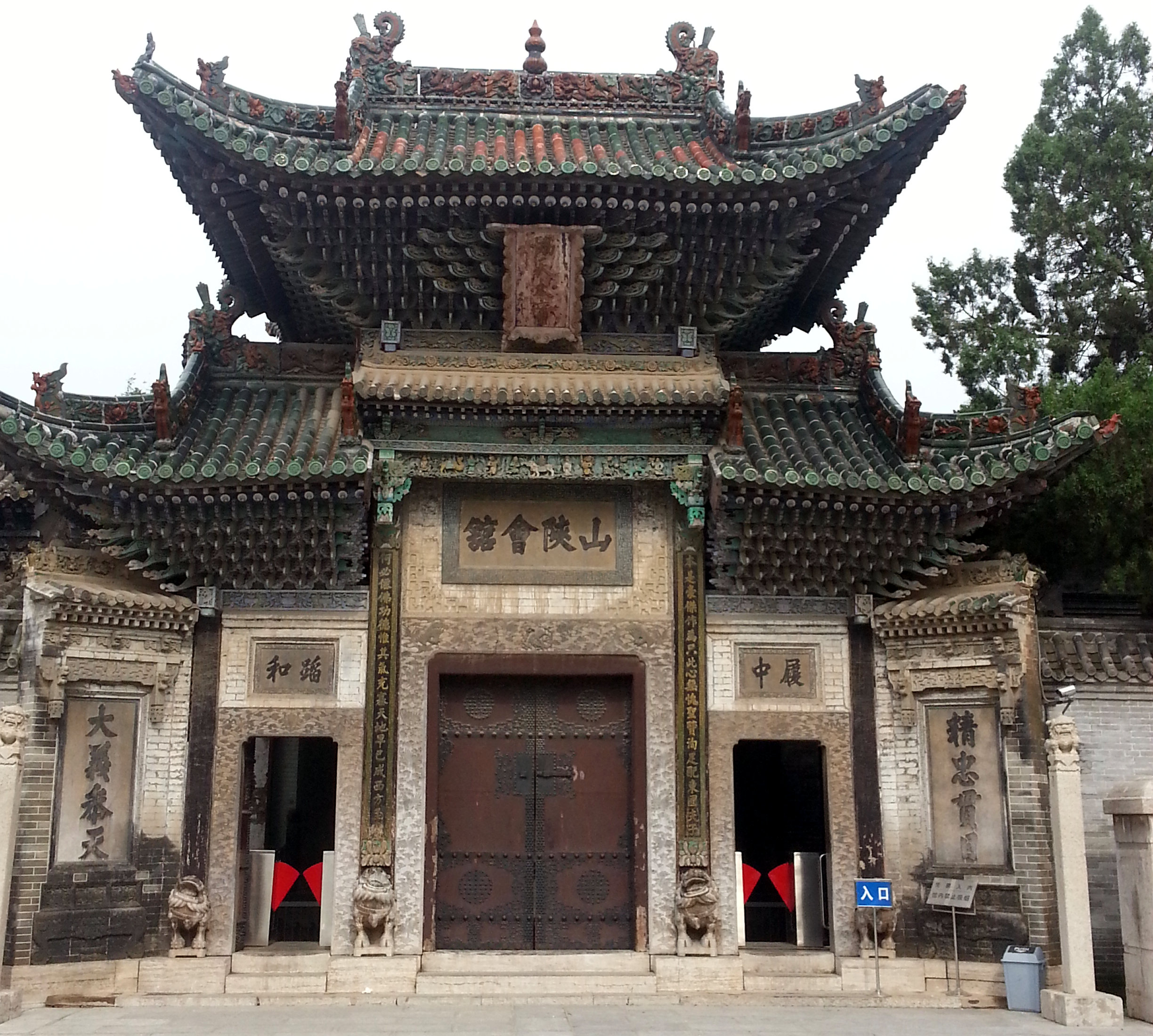
聊城山陝會館
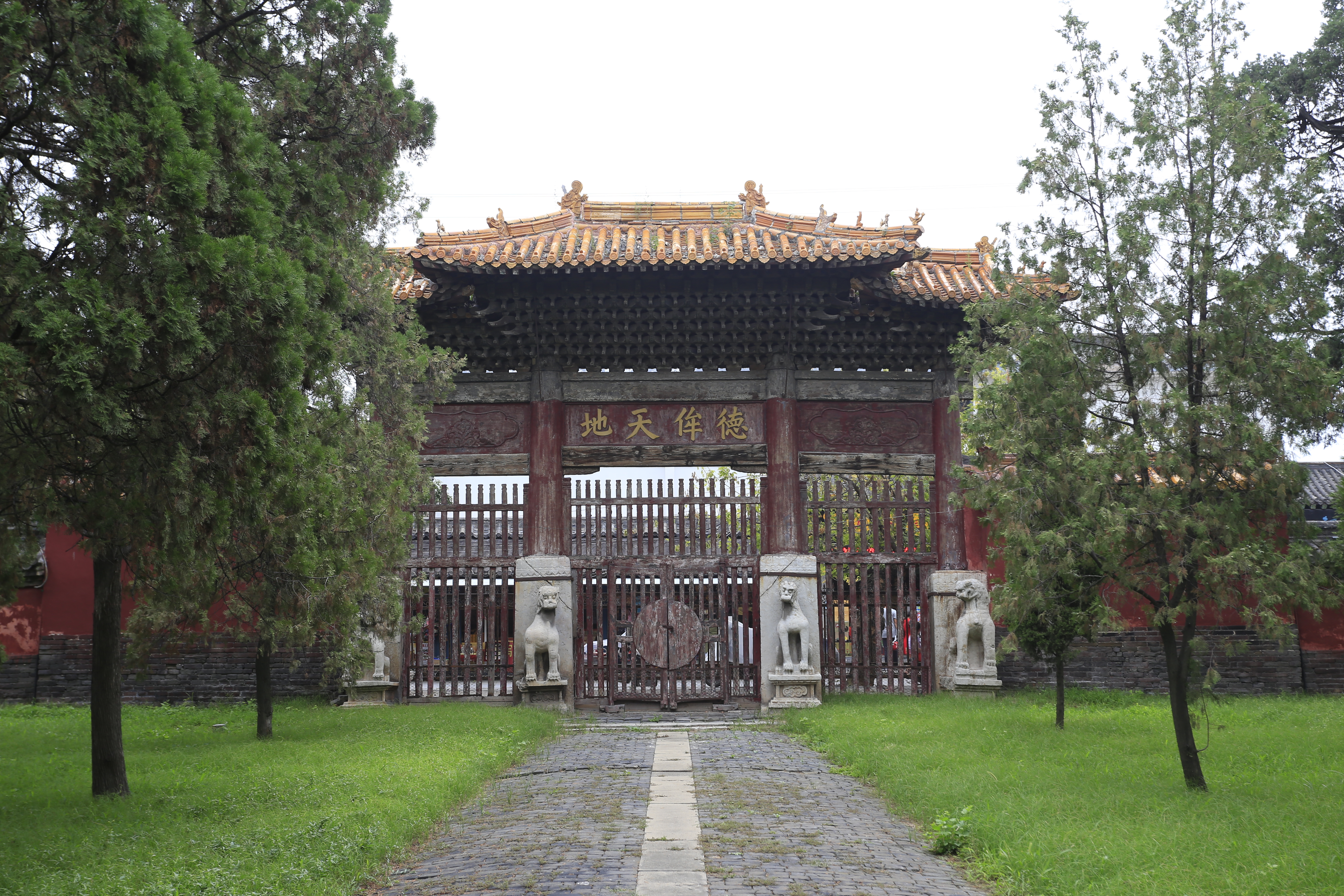
曲阜孔廟德侔天地坊
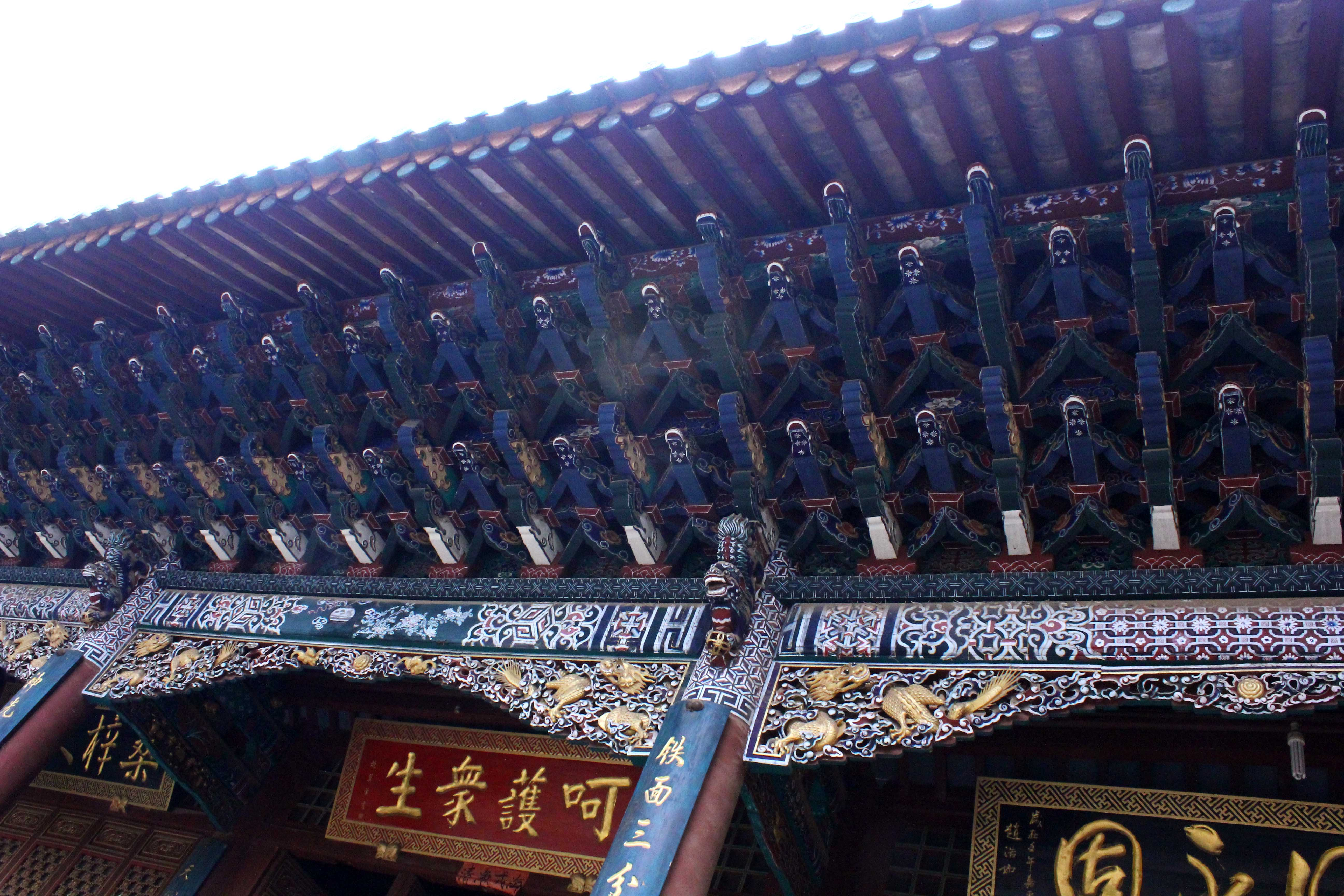
官渡土主廟的如意栱不互相交錯
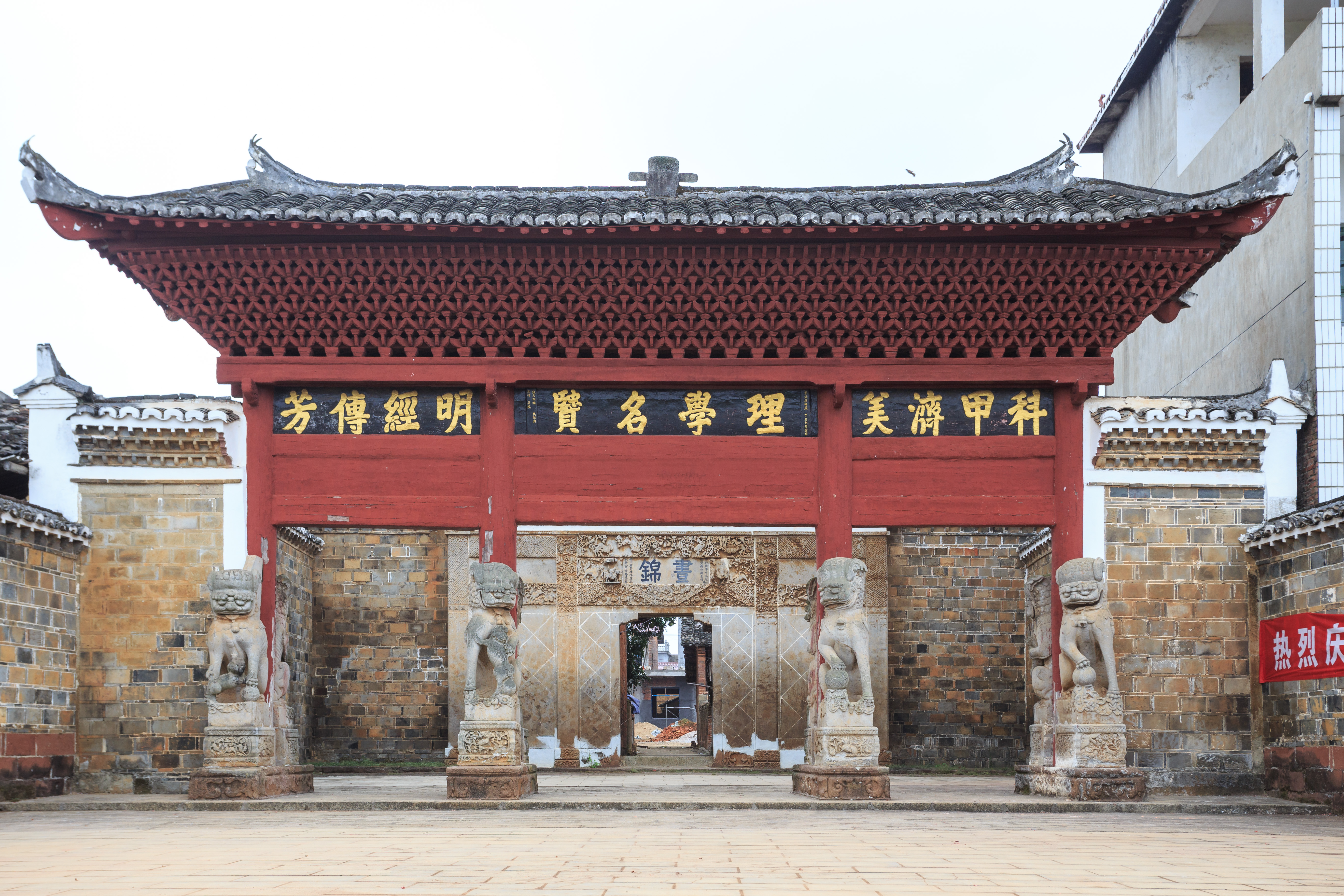
如意栱在湘贛閩臺應用甚廣
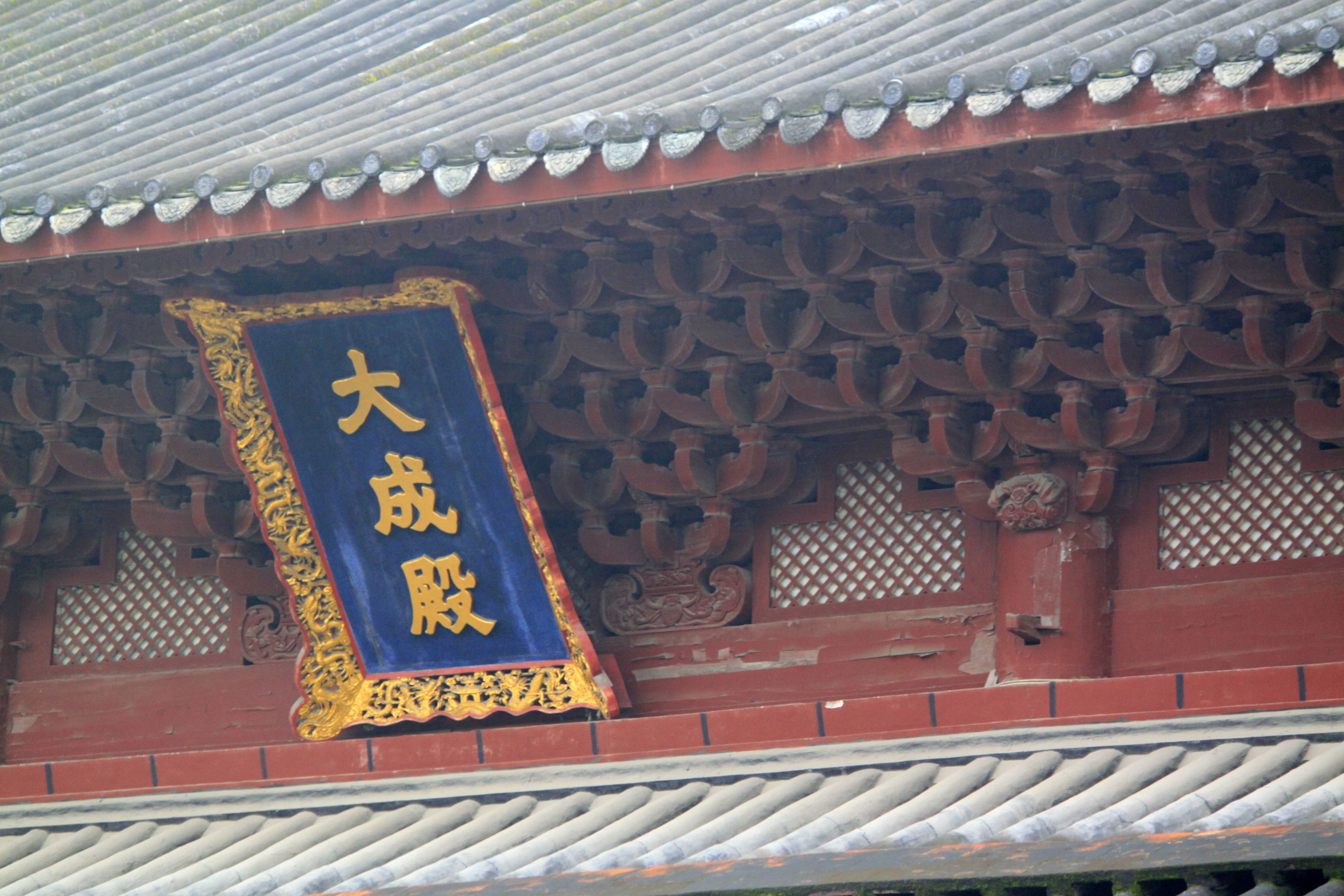
福州文廟大成殿（淸咸豐）

### 網目斗拱
將每兩組斗栱呈45度搭接，連成一片用以支撐屋頂，外觀綿密如網，且具有防震作用，以艋舺龍山寺、南鯤鯓代天府、新竹都城隍廟、麻豆代天府為代表。

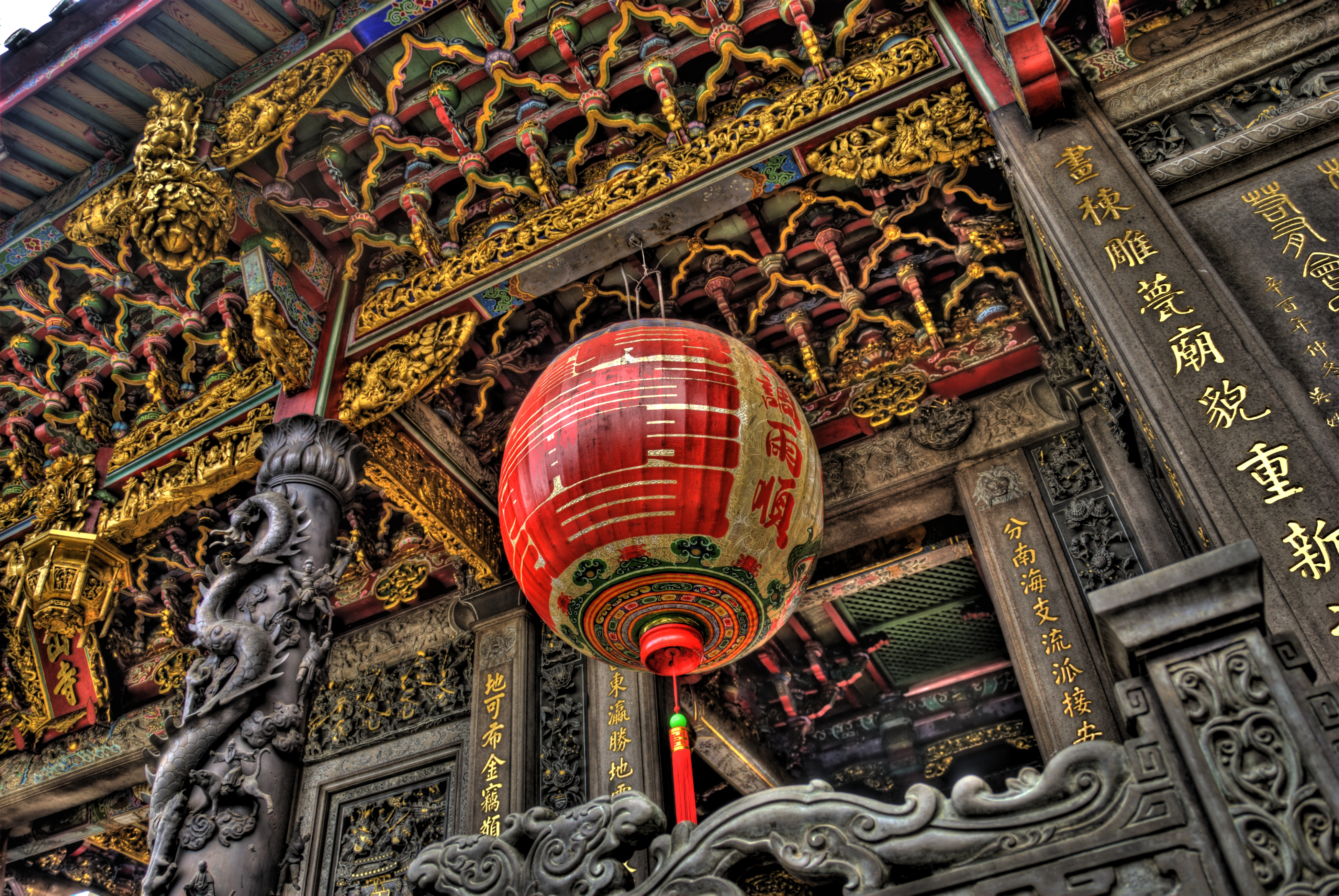
艋舺龍山寺的網目斗拱
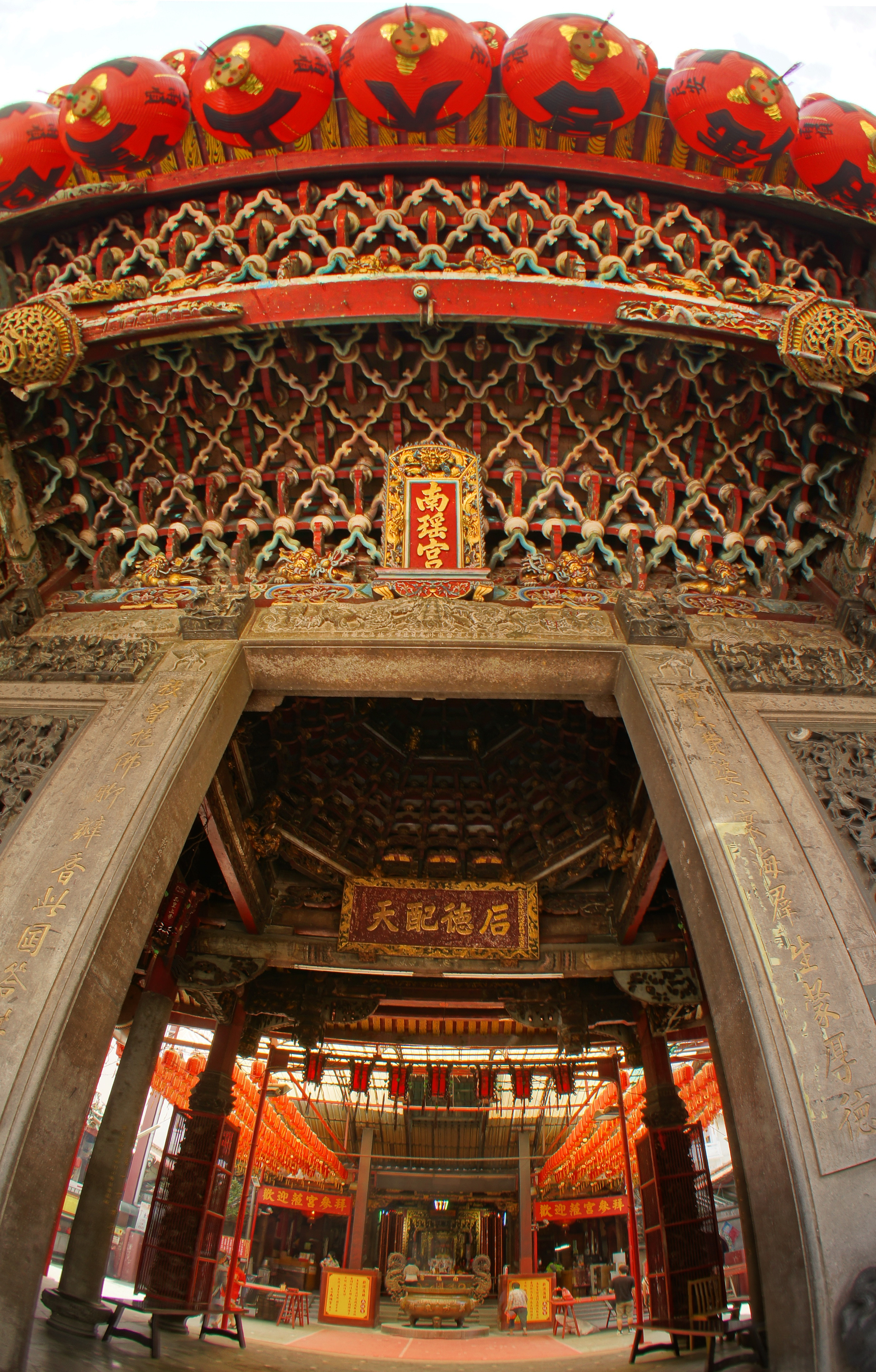
彰化南瑤宮的網目斗拱
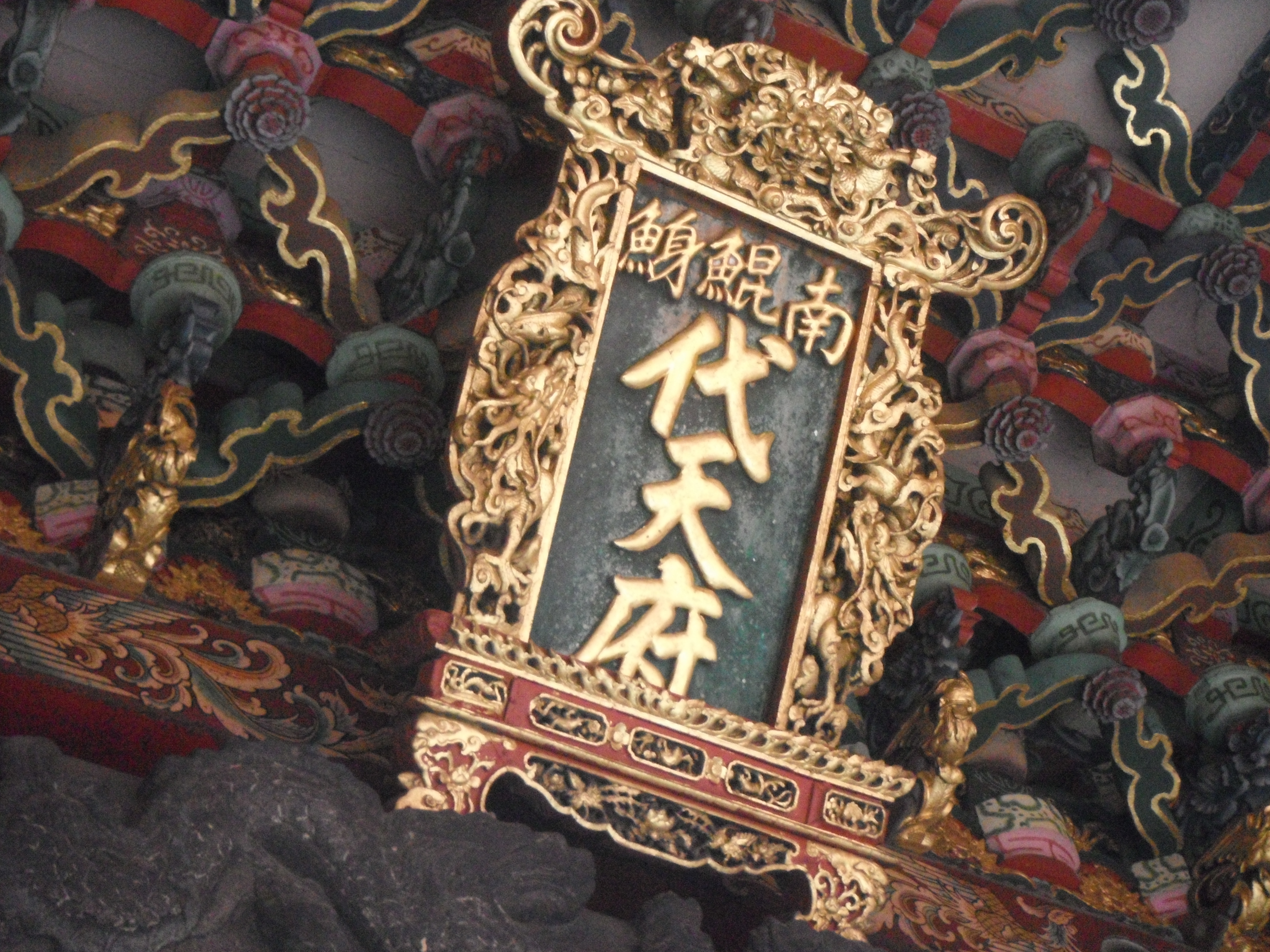
南鯤鯓代天府的玉敕旨牌及網目斗拱
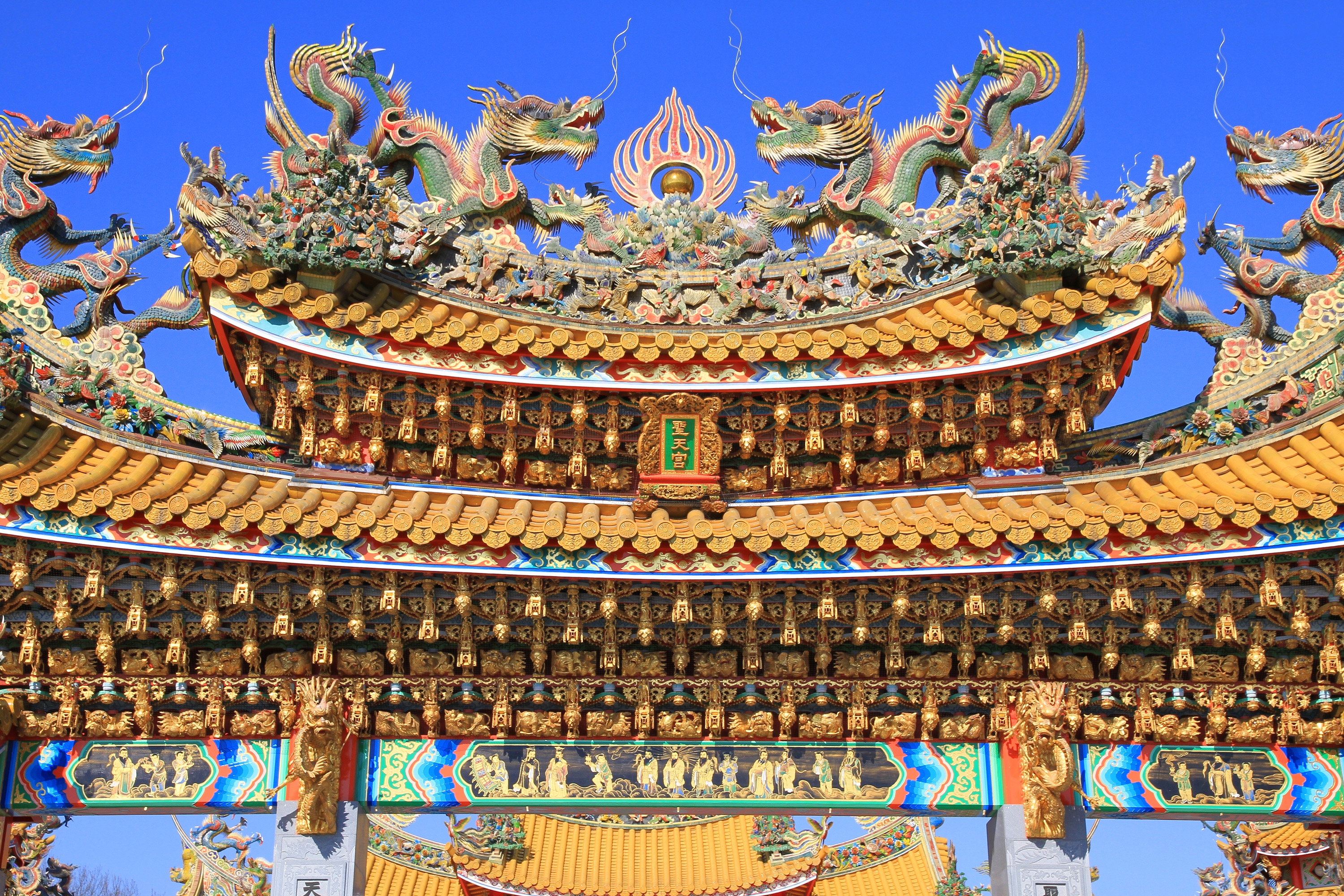
坂戶聖天宮網目斗拱

## 部件
斗栱由五种部件构成：

### 栱

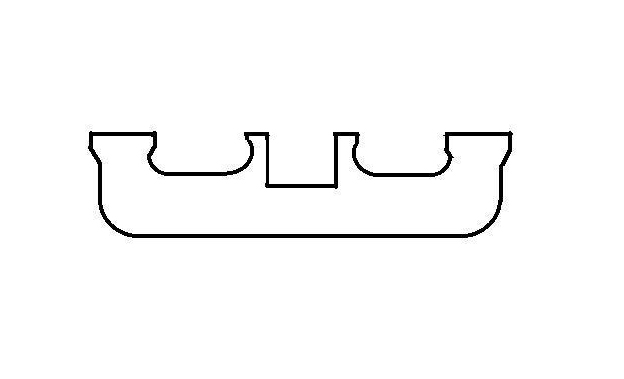
正心瓜栱

栱：形如弓，与建筑物四侧面平行的水平构件称为栱（与建筑物四侧面平行的竖直构件称为蜀柱），栱的中间有卯口，以承接与之相交的翘或昂，栱的两端向上弯曲如弓，其上安升子。
注意按照宋制所以水平构件均称拱，所以斜拱专指辽宋金元非斜翘的翘。晚唐明清建筑一般只有角科上的斜翘。本段以清代用词为准，不会把翘称为拱。
按长短分为三种：瓜栱、万栱、厢栱；按位置分为正心栱、外拽栱、里拽栱：
- 瓜栱，最短（长6寸2分），安置在斗栱最底层。
  - 正心瓜栱：宋《营造法式》称为泥道栱，在檐柱中心线上，与建筑物正面平行；正心瓜栱与翘或昂相交，下为坐斗，上为两端槽升子、正心万栱。
  - 外拽瓜栱，；《营造法式》称为瓜子栱：在檐柱中心线外，与第二道翘或昂相交、与建筑物正面平行；外拽瓜栱之下为翘和翘外端的十八斗，外拽瓜栱之上为昂、栱两端三才升、外拽万栱
  - 里拽瓜栱，；《营造法式》称为瓜子栱：在檐柱中心线内，与建筑物正面平行。里拽瓜栱之下为翘和翘里端的十八斗，里拽瓜栱之上为昂、栱两端三才升、里拽万栱。
- 万栱，中长？（长9寸2分），安置在瓜栱之上。
  - 正心万栱宋《营造法式》称为足材慢栱：在正心瓜栱之上，与建筑物正面平行。清式斗栱中，在正心瓜栱之上，只有一层万栱，万栱之上承托一至六道重叠的正心枋，直到正心桁。
  - 外拽万栱宋《营造法式》称为单材慢栱：在檐柱中心线外，与建筑物正面平行，外拽万栱之下为外拽瓜栱和两端三才升，外拽万栱之上为三才升、外拽枋。
  - 里拽万栱宋《营造法式》称为单材慢栱：在檐柱中心线内，与建筑物正面平行，里拽万栱之下为里拽瓜栱和两端三才升，里拽万栱之上为三才升、里拽枋。
- 厢栱，最长（长7寸2分），只有外拽，里拽，没有正心。《营造法式》称为令栱。
  - 外拽厢栱：安装在最上层的昂翘的最外端，由十八斗承托；外拽厢栱之上为两端三才升、外拽枋，垂直方向耍头。
  - 里拽厢栱：安装在最上层的昂翘的最里端，由十八斗承托；里拽厢栱之上为两端三才升、里拽枋。

### 翘
弓形木，与建筑物表面成直角，因此也和栱成直角的，称为翘。翘的形式和功能和栱相同，惟方向与之垂直最底层的翘伸出最少，往上的翘，伸出逐层增加。宋《营造法式》称翘为华栱，无论长短。

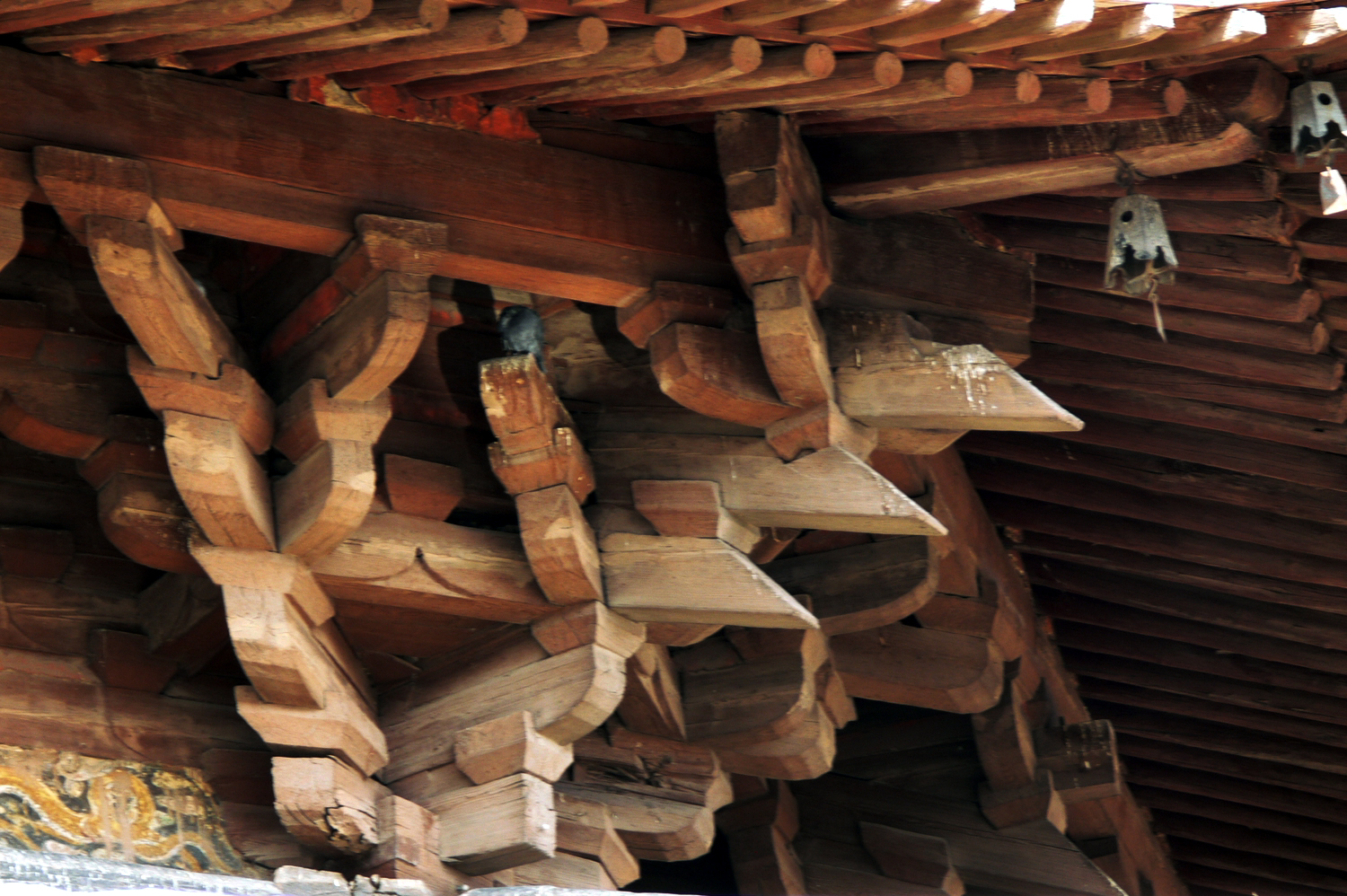
佛宮寺釋迦塔的下昂

- 搭角闹翘：角科上由正面伸往侧面的翘。
- 斜翘：角科中在45度角的翘

### 昂
斗栱中在中心线上前后伸出并下斜的木材部件称为昂，宋《营造法式》称为下昂，其功能为在有限的高度内增加出跳长度（或在一定的出跳长度内压低檐口）。
- 搭角闹昂：角科上由正面伸往侧面的昂。
- 斜昂：角科中在45度角的昂。

### 斗

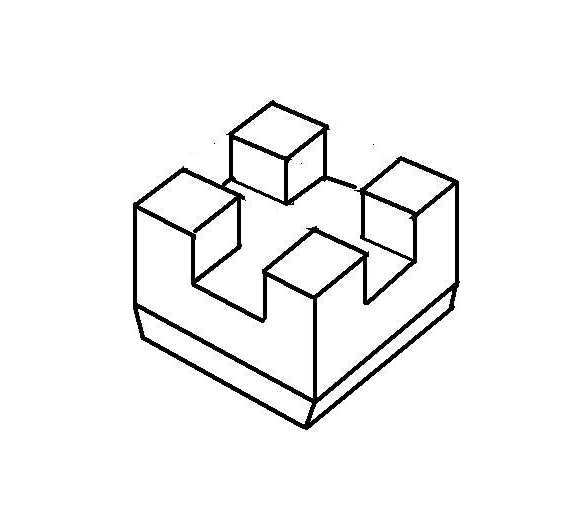
坐斗

斗：斗栱中承重的方形木块，承托横竖两个方向的重量，上开十字卯口。
- 坐斗，又名大斗：宋《营造法式》称为栌斗。坐斗在全攒斗栱最底层，承托全攒重量的斗状方木块，开十字卯口
- 十八斗：宋《营造法式》称为交互斗，在翘昂两端，承托上层栱昂交叉点、栱翘交叉点，十字卯口。

### 升
升，也称升子，日本稱為卷斗（巻斗）：栱与翘或昂交点之间，栱的两端与上层栱之间的斗状方木块。升只承托一个方向的重量，只开一字口。
- 槽升子；在正心栱两端，承托上层栱或枋。宋《营造法式》称为齐心斗。
- 三才升；在各种外拽栱、里拽栱的两端，承托上层栱或枋。宋《营造法式》称为散斗。

## 斗口
斗口是平身科坐斗的卯口，是清式建筑中的基本度量单位。例如正心瓜栱的长度为6.2斗口，高为2斗口，宽为1.25斗口，坐斗长宽各为3斗口，高2斗口。两组斗栱的间距为10-12斗口。

## 形式

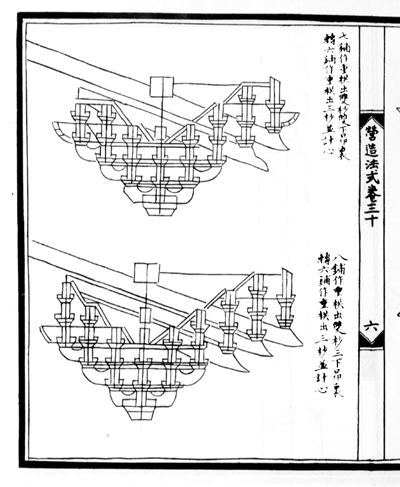
宋《营造法式》铺作图

按昂翘数目分类，早期：
- 不出跳一斗二升栱
- 不出跳一斗三升栱
- 单翘外拽一斗三升栱

成熟：
- 单昂斗栱
- 单翘单昂斗栱
- 单翘重昂斗栱
- 重翘重昂斗栱
- 重翘重三昂斗栱

歷代變體：
- 人字栱
- 正心蜀柱
- 如意斗栱
- 插栱、雀替
- 撐栱、牛腿

按出跴的多少分类；
- 单翘（三跴）品字斗栱：里外各支出一層。
- 五跴重翘品字斗栱：里外各支出二層。
- 七跴三翘品字斗栱：里外各支出三層。
- 九跴四翘品字斗栱：里外各支出四層

## 斗栱与文化

### 儒家思想对中国古建的影响
儒家思想一直是传统文化中最为重要的代表之一，影响着中国古代社会的方方面面。儒家思想对建筑的影响大体可以归为六个方面：礼制、君权、中正、尊卑、吉祥、重农。
中国古人为使建筑符合礼制要求，划分建筑等级，规定建筑模式，并由此产生了陵墓、祭坛等为礼制服务的建筑。
为了体现出君主不可逾越的权势，君主用的建筑规模超过天下一切其他建筑，包括民居、官邸、公共建筑等。君主用的建筑多奢华、宏伟、气盖世。唐代至清代，斗栱专供皇家及上等官员使用；不同级别官员的府邸之斗栱体量也不同，较小官吏及百姓之宅不允许有斗栱，否则最高可判死刑。清代，政府对斗栱使用权的规定较以往更加明确，同时，清朝的王权在中国封建制度的历史上，更是达到了顶峰。由此观之，在封建社会中，斗栱对统治者而言有一个极为重要的作用：维护和巩固政府的统治地位，固化百姓的等级观念，使自己的权利得到更安全的保障。这体现出中国古代不可僭越的等级制度中的君权之上和各种尊卑关系。
关于等级和礼制，最典型的例子，应该是故宫。在故宫中，凡是公务用的，或是皇帝用的宫殿，斗栱体量一定比较庞大，其层数也较多；而太子、皇后、妃子们用的，其体积、层数，都少得多。而故宫中所有建筑都有斗栱，但是北京胡同里的民居，却基本没有（凡是有的，都是民国之后建的）。这不是因为其主人没钱，而是因为斗栱是皇家的专用。所以，斗栱是封建礼制和等级的体现之一，是使用者级别的代表。
中国古建筑多以建筑群的形式出现，例如宫殿、四合院、寺庙等。在这些建筑群中，普遍存在各自的中轴线。每一座建筑，包括殿、屋、亭台楼阁等，一般四面都分别是对称的。这些，都体现着“中正”的思想。
斗栱象征着北斗七星中的“斗”，栱的一端极像农耕中的犁，具有吉祥的美意，体现出儒家对农业的重视。

### 斗栱中的传统艺术规律
中国建筑采用“通用设计”，不论功能，全都一种结构样式，因此建筑的独立性特殊性只能从装饰来表现。斗拱独一无二的榫卯结构，繁复杂乱的拼接，左右对称的样式，都是鮮明的特色。“尽管斗栱的组成原则历代基本都无变化，但是类型和式样却十分繁杂，这表明其发展跟随着中国传统艺术‘形每万变，神唯守一’的规律。”

## 实例
在中国及周邊国家的传统建筑中，斗栱被大量应用。由于唐以前的木构建筑已不存在，斗栱的形象只能从石雕、陶器的仿木斗栱上才能看到。
- 四川雅安高颐阙仿木斗栱（东汉）
- 山西大同云冈石窟第2窟中心柱仿木斗栱（北魏）
- 山西五台南禅寺大殿（唐代）
- 山西五台佛光寺东大殿（唐代）
- 平遥镇国寺万佛殿（五代）
- 山西应县佛宮寺釋迦塔（辽代）
- 福州华林寺大殿（北宋）
- 山西大同华严寺大雄宝殿（金代）
- 苏州玄妙观三清殿的琴面昂（南宋）
- 浙江武义延福寺大殿上檐斗栱（元代）
- 北京故宫太和殿斗栱（明代，清康熙年重建）
- 青海拉卜楞寺斗栱
- 西藏大昭寺仿斗栱裝飾
- 内蒙古美岱召琉璃殿斗栱
- 蒙古國額爾德尼召斗栱
- 不丹建築的斗拱裝飾下方帶有諾布巴甘
- 越南神光寺斗栱，廣汎應用普拍枋、柱头枋以及罗汉枋（後黎朝）
- 浮石寺無量壽殿之斗栱
- 処于過渡期的朝鮮半島建築通度寺應眞殿，使用兩翹，每翹假一昂
- 朝鮮半島晚期建築咸興本宮，一撐栱假三昂
- 重建守禮門之斗栱
- 日本法隆寺斗栱仍具中國南朝風格
- 日本奈良东大寺
- 臺灣台中市潭子區摘星山莊，三通五瓜棟架

## 外部連結
- 《斗栱的历史、作用与文化》毛佳钰、杨易航、刘家彤、杨阡雪 2013年
- 傳統建築裝飾形制－不丹城建與房屋部 （页面存档备份，存于）